# État-major de la Marine nationale militaire française
 (mai 2023).
Si vous disposez d'ouvrages ou d'articles de référence ou si vous connaissez des sites web de qualité traitant du thème abordé ici, merci de compléter l'article en donnant les références utiles à sa vérifiabilité et en les liant à la section « Notes et références ».
L'état-major de la Marine nationale française exerce le commandement fonctionnel de toute la Marine militaire au sein du ministère des Armées.
Il est placé sous l'autorité directe du Chef d'État Major de la Marine (CEMM) secondé par un major général.
Son nouveau siège se situe à partir de 2015 dans l'Hexagone Balard (15e arrondissement de Paris), avec les autres états-majors des Forces armées françaises, après l'Hôtel de la Marine de Paris 8e où il se trouvait depuis la fin du XVIIIe siècle. 

## Organisation en divisions et bureaux
Ces divisions sont dirigées chacune par un officier général de Marine appelé « sous-chef d'État-major de la division » (concernée dans la liste qui suit, par exemple la « SCEM[Quoi ?] Plans »).
Les divisions sont composées de bureaux, eux-mêmes divisés en cellules ou sections :
- une division de ressources humaines comprenant :
  - un Bureau politique ressources humaines ;
  - un bureau des effectifs ;
  - un bureau de la condition du personnel de la Marine ;
  - un bureau du personnel civil ;
  - la Chancellerie ;

- division de plans :
  - Bureau d'études de plans généraux ;
  - bureau des finances ;
  - bureau d'organisation - réglementation - administration ;
  - bureau des infrastructures ;
  - bureau d'audit et organisation ;
  - bureau d'action de l'État en mer ;

- division de programmes :
  - bureau de programmes aéronautiques ;
  - bureau de programmes sous-marins ;
  - bureau de programmes des bâtiments de surface ;
  - bureau des programmes de systèmes d'armes et équipements ;
  - bureau des programmes de plates-formes et de logistique initiale ;
  - bureau des programmes de télécommunication, systèmes d'information et de commandement ;
  - bureau des programmes du second porte-avions PA2 ;
  - cellule financière ;

- division des opérations — logistique :
  - pôle de l'État-major opérationnel ;
  - pôle organique ;
    - soutien des aéronefs ;
    - doctrine et retour d'expérience ;
    - cellule financière ;
    - poste navale ;

  - pôle de relations internationales (bureau de la coopération et des relations extérieures).

Le sous-chef d'État-major des « opérations — logistiques » assure aussi des fonctions opérationnelles, on l'appelle également ALOPS (Amiral commandant Les OPérationS), placé aussi sous la tutelle plus directe du chef d'État-major des armées.